# Georg von Neumayer
Georg Balthasar Neumayer, 1900-tól Ritter von Neumayer (Kirchheimbolanden, Németország, 1826. június 21. – Neustadt an der Haardt, 1909. május 24.) bajor geofizikus, sarkkutató.

## Életrajza

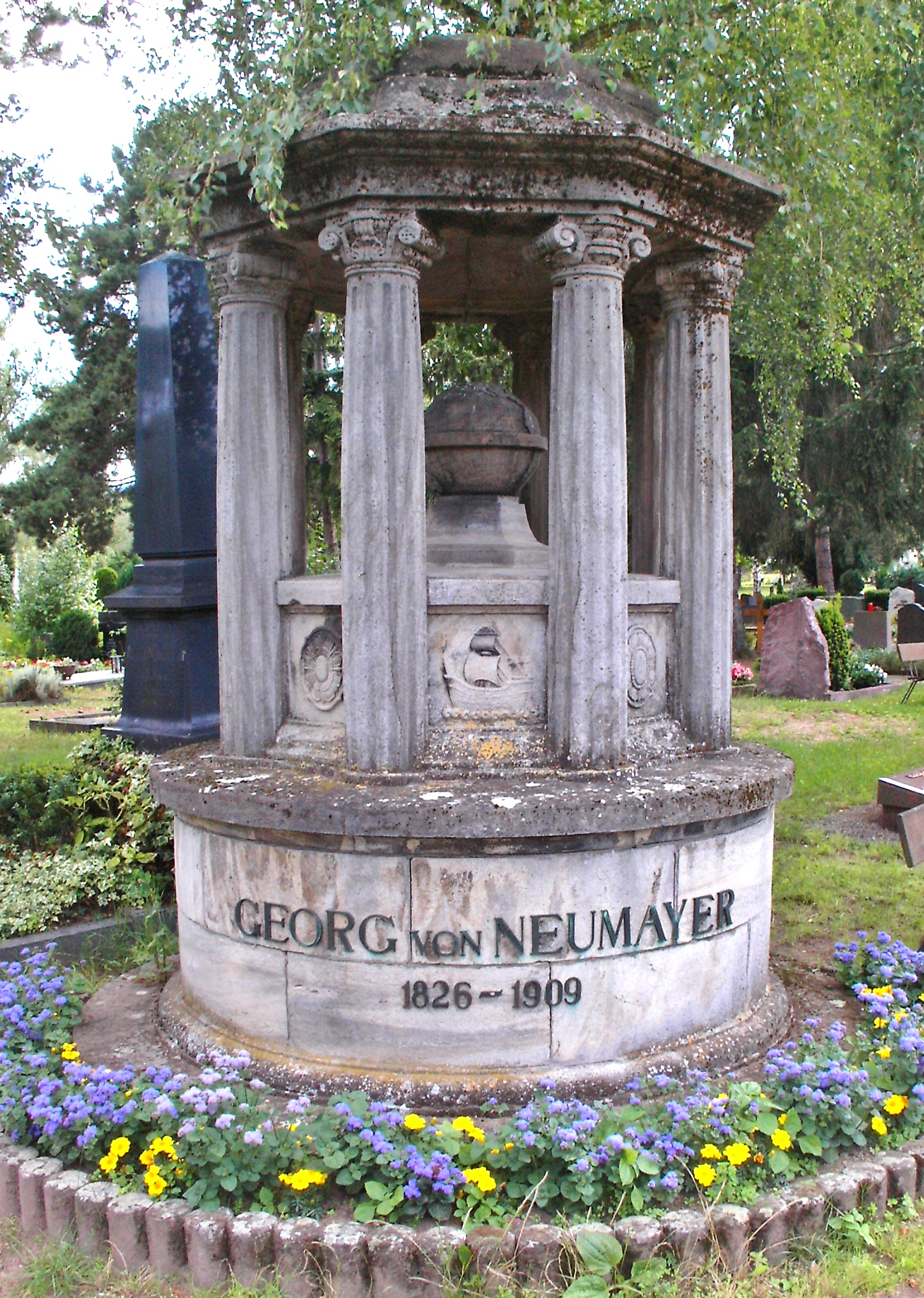

Georg von Neumayer 1826. június 21-én született a pfalzi Kirchheimbolandenben, Georg Neumayer közjegyző és felesége Theresia ötödik gyermekeként. Születése után 6 évvel, 1832-ben a család átköltözött Frankenthalba, ahol iskolai tanulmányait is kezdte. Középiskoláit Speyerben és Kaiserslauternben végezte. Geofizika és vízrajzi tanulmányait 1851-ben Münchenben folytatta a Lajos–Miksa Egyetemen. 1849-től Bogenhausenben (ma München része) Fizikai Intézet és az obszervatórium asszisztense volt. 1848-ban a német flottához jelentkezett, de elutasították. Ehelyett a navigációs iskolába került Hamburgban, ahol kormányosvizsgát tett. 1852-1856 között mint matróz Ausztráliába utazott. 1857-ben másodszor látogatott Ausztráliába, ezúttal egy Dél-Ausztráliában végzett tudományos kutatást a II. Miksa bajor király pénzügyi támogatásával, – általa alapított – Flagstaffi Geofizikai, Mágnesességi és Hajózási Obszervatóriumban, amelynek 1864-ig igazgatója is volt. Ebben az időben ugyancsak számos expedíció és felmérés részese volt a kontinensen, majd 1864-ben tért vissza Németországba. 1865-ben Frankfurtban egy déli-sarki expedíció terveit készítette elő.
1879-ben az osztrák Carl Weyprechttel együtt ő alapította meg a Nemzetközi Poláris Bizottságot, amelynek 1882-1883 között vezetője is volt, és az első Nemzetközi Sarki Év kutatási projektet is ő vezette.
1900-ban Neumayer elnyerte a Bajor Korona-érdemrend parancsnoki keresztjét, amellyel nemesi cím is járt. 1903-ban visszavonult, és a pfalzi Neustadtba költözött, itt halt meg, és itt is temették el a helyi temetőben.
A göttingeni Gesellschaft Deutscher Naturforscher und Ärzte Neumayert 1901-ben tiszteletbeli tagjává választotta. 1906-ban tiszteletbeli tagja lett a berlini Berliner Gesellschaft für Anthropologie, Ethnologie und Urgeschichte tudományos társaságnak.
Szülőhelyén, Kirchheimbolandenben (Georg von Neumayer-iskola), valamint Frankenthalban (Neumayer iskola) is egy-egy iskolát neveztek el róla. Mindkét városnak, valamint Neustadtnak is, díszpolgára.
Emellett számos földrajzi pontot és egy Holdkrátert is Neumayerről neveztek el.